# Rempelkofen
Rempelkofen ist ein Ortsteil (Weiler) der Gemeinde Mintraching im Landkreis Regensburg (Bayern).

## Geografie
Der Weiler hat 9 Einwohner (Stand: 31. Dezember 2023) und liegt nördlich von Mintraching auf halber Strecke zum Guggenberger See.

## Geschichte
Der Weiler wurde erstmals 768 zusammen mit Mintraching erwähnt. Er lag seit der Gliederung Bayerns in Ämter 1255 im Amt Mintraching, später im Landgericht Haidau.

## Sehenswürdigkeiten
1 km westsüdwestlich des Weilers liegt die sogenannte Alte Schwedenschanze, eine Viereckschanze der Latènezeit und des frühen Mittelalters. Über diese gibt es keine schriftlichen Belege. Sie wird in der Bodendenkmalliste von Mintraching unter der Nummer D-3-7039-0604 geführt. Auf der Bayerischen Uraufnahme ist eine Wallgrabenanlage eingezeichnet.